# San José del Peñasco (kommun)
San José del Peñasco är en kommun i Mexiko.   Den ligger i delstaten Oaxaca, i den sydöstra delen av landet, 400 km sydost om huvudstaden Mexico City.
Följande samhällen finns i San José del Peñasco:
- San José del Peñasco
- Barrio la Ocotera